# Giorgi Citaiszwili
Giorgi Citaiszwili (gruz. გიორგი წიტაიშვილი, ukr. Георгій Климентійович Цітаішвілі, Heorhij Kłymentijowycz Citaiszwili; ur. 18 listopada 2000 w Riszon le-Cijjon) – gruziński piłkarz występujący na pozycji pomocnika w hiszpańskim klubie Granada CF, na wypożyczeniu z Dynama Kijów, oraz w reprezentacji Gruzji.

## Kariera klubowa

Citaiszwili w 2019 roku

Wychowanek akademii piłkarskiej Dynama Kijów, której barwy bronił w juniorskich mistrzostwach Ukrainy (DJuFL). 10 września 2016 rozpoczął występy w juniorskiej drużynie Dynama U-17, potem grał w zespołach U-19 i U-21. 31 grudnia 2016 podpisał profesjonalny kontrakt, a w drużynie seniorów zadebiutował 25 lutego 2019 w meczu z Zorią Ługańsk (5:0). Rok 2021 spędził na wypożyczeniu do Worskły Połtawa oraz Czornomorca Odessa. 
Z powodu inwazji Rosji na Ukrainę, w kwietniu 2022 roku odszedł na trzymiesięczne wypożyczenie do Wisły Kraków, zakończone 7 czerwca 2022. 1 lipca 2022 ogłoszono jego roczne wypożyczenie z Dynama do Lecha Poznań. Zadebiutował 9 lipca 2022 w meczu o Superpuchar Polski przeciwko Rakowowi Częstochowa (0:2).

## Kariera reprezentacyjna
Citaiszwili występował w juniorskich i młodzieżowych reprezentacjach Ukrainy w kategorii od U-16 do U-21. Z reprezentacją U-17 i U-19 wystąpił na turniejach finałowych o mistrzostwo Europy w odpowiednio: 2017 i 2018 roku. Z kadrą do lat 20 wywalczył w 2019 roku mistrzostwo świata.
W 2021 roku zdecydował się przyjąć od selekcjonera Willy’ego Sagnola powołanie do seniorskiej reprezentacji Gruzji. Zadebiutował w niej 8 września 2021 w towarzyskim meczu przeciwko Bułgarii (1:4).

## Życie prywatne
Syn Klimentiego Citaiszwiliego. Po tym, jak w 2011 roku został przyjęty do akademii piłkarskiej Dynama Kijów, jego rodzina przeprowadziła się na Ukrainę. Z czasem nabył obywatelstwo tego kraju, w czym pomogło mu pochodzenie jego babci.

## Sukcesy

### Zespołowe
Ukraina U-20
- mistrzostwo świata: 2019

Dynamo Kijów U-19
- mistrzostwo Ukrainy: 2016/2017, 2017/2018, 2018/2019

Dynamo Kijów
- Puchar Ukrainy: 2019/20
- Superpuchar Ukrainy: 2019

### Indywidualne
- Złoty Talent Ukrainy U-19: 2019

## Odznaczenia
- Order „Za zasługi” III Klasy – Ukraina, 2019[7]
- Order Honoru – Gruzja, 2024[8][9][10][11]